# Erland Falk
Erland Falk, född den 23 december 1878 i Karlstad, död den 3 september 1939 i Danderyds församling, Stockholms län, var en svensk ämbetsman. Han var sonson till Herman Adolph Falk och bror till Hugo Falk.
Falk avlade juris kandidatexamen vid Uppsala universitet 1904. Han blev amanuens i Jordbruksdepartementet 1906, kansliråd där 1920 och expeditionschef 1926. Falk var ordförande i Järnvägarnas skiljedomstol 1918–1932 och från 1936. Han blev riddare av Nordstjärneorden 1921, kommendör av andra klassen av samma orden 1930 och kommendör av första klassen 1933. Falk vilar i sin familjegrav på Västra kyrkogården i Karlstad.